# Anna av Brandenburg-Ansbach-Kulmbach
Anna av Brandenburg-Ansbach-Kulmbach, född 1487, död 1539, var en tysk regent och hertiginna, maka till hertig Wencel II av Teschen. Hon var regent i hertigdömet Teschen för sin omyndige son Wencel III Adam från 1528 till 1539. Hon tillhörde huset Hohenzollern och var dotter till Fredrik I av Brandenburg-Ansbach och Sofia Jagiellonka av Polen, och därmed dotterdotter till kung Kasimir IV av Polen.